# Менойлешть
Менойлешть (рум. Mănoilești) — село в Унгенському районі Молдови. Адміністративний центр однойменної комуни, до складу якої також входять села Новая Ніколаєвка, Резіна та Вулпешть.

## Населення
За даними перепису населення 2004 року у селі проживали 904 особи.
Національний склад населення села:
| Національність       | Кількість осіб | Відсоток   |
| -------------------- | -------------- | ---------- |
| молдавани румуни     | 895 2          | 99,0% 0,2% |
| росіяни              | 4              | 0,4%       |
| українці             | 2              | 0,2%       |
| інша / без відповіді | 1              | 0,1%       |
| Всього               | 904            | 100%       |